# Barkatullah University
Barkatullah Vishwavidyalaya Bhopal är ett universitet i Indien.   Det ligger i distriktet Bhopāl och delstaten Madhya Pradesh, i den centrala delen av landet. Barkatullah Vishwavidyalaya Bhopal ligger 481 meter över havet.